# Râul Blahnița, Gilort
Râul Blahnița sau Râul Blanița este un curs de apă, afluent al râului Gilort.

## Hărți
- Harta Munților Parâng [nefuncțională – arhivă]